# Samothraké
Sámothraké nebo Samothraki (řecky: Σαμοθράκη) je ostrov v severní části Egejského moře, který je součástí řeckého kraje Východní Makedonie a Thrákie a nazývá se Thrácké moře. Ostrov má 178 km² a žije na něm (podle sčítání z roku 2011) 2859 obyvatel.

## Historie
V antickém Řecku byl ostrov důležitým náboženským centrem. Byly zde kyklopské chrámy kultu božských dvojčat Kabeirů, které uctívali už Pelasgové. Účastníkem zdejších tajemných obřadů byl například Filip II. Makedonský. Dosud se zachovala Svatyně velkých bohů nedaleko obce Paleopolis, kde byla roku 1863 nalezena Níké Samothrácká, dva a půl metru vysoká socha okřídlené bohyně vítězství s chybějící hlavou. Sámothraké byla členem Délského spolku, po jeho rozpadu patřila Makedoncům. Po bitvě u Pydny ostrov nakrátko obnovil svou nezávislost, pak ho postupně ovládali Římané, Byzantinci, Benátčané a Turci. Za řecké války za nezávislost proběhlo na Sámothraké protiosmanské povstání, po jehož potlačení bylo zavražděno na tisíc ostrovanů. Součástí Řecka se stal ostrov po Balkánských válkách roku 1913. Za druhé světové války bylo Sámothraké krátce okupováno Bulharskem.

## Geografie
Ostrov je hornatý, nejvyšším bodem je hora Fengari (doslova Měsíční hora, podle toho, že v noci to vypadá, jako by se její vrchol dotýkal Měsíce), která měří 1611 m n. m. a je nejvyšší horou řeckých ostrovů vyjma Kréty. Podle legendy sledoval Poseidón z této hory průběh Trojské války. Ve vnitrozemí jsou četné vodopády. Nejdůležitějším sídlem je přístav Kamariotissa, poblíž něhož byla vybudována větrná elektrárna. U obce Therma v severní části ostrova se nacházejí léčivé sirovodíkové prameny. Na jižním pobřeží láká návštěvníky písčitá pláž Pachia Ammos.
Na ostrově rostou duby, platany a olivovníky, v okolním moři se loví ryby a mořské houby.

## Turistika
Ostrov je přístupný lodí ze 32 km vzdáleného přístavu Alexandrupolis. Chybí na něm turistická infrastruktura, takže jej navštěvují spíše dobrodružně zaměřené povahy, podnikající pěší výpravy do obtížně přístupného vnitrozemí. Atrakcí jsou zříceniny byzantské pevnosti Gattilusi.

## Osobnosti
- Svatý Theofanes Homologetes.[5]

## Galerie

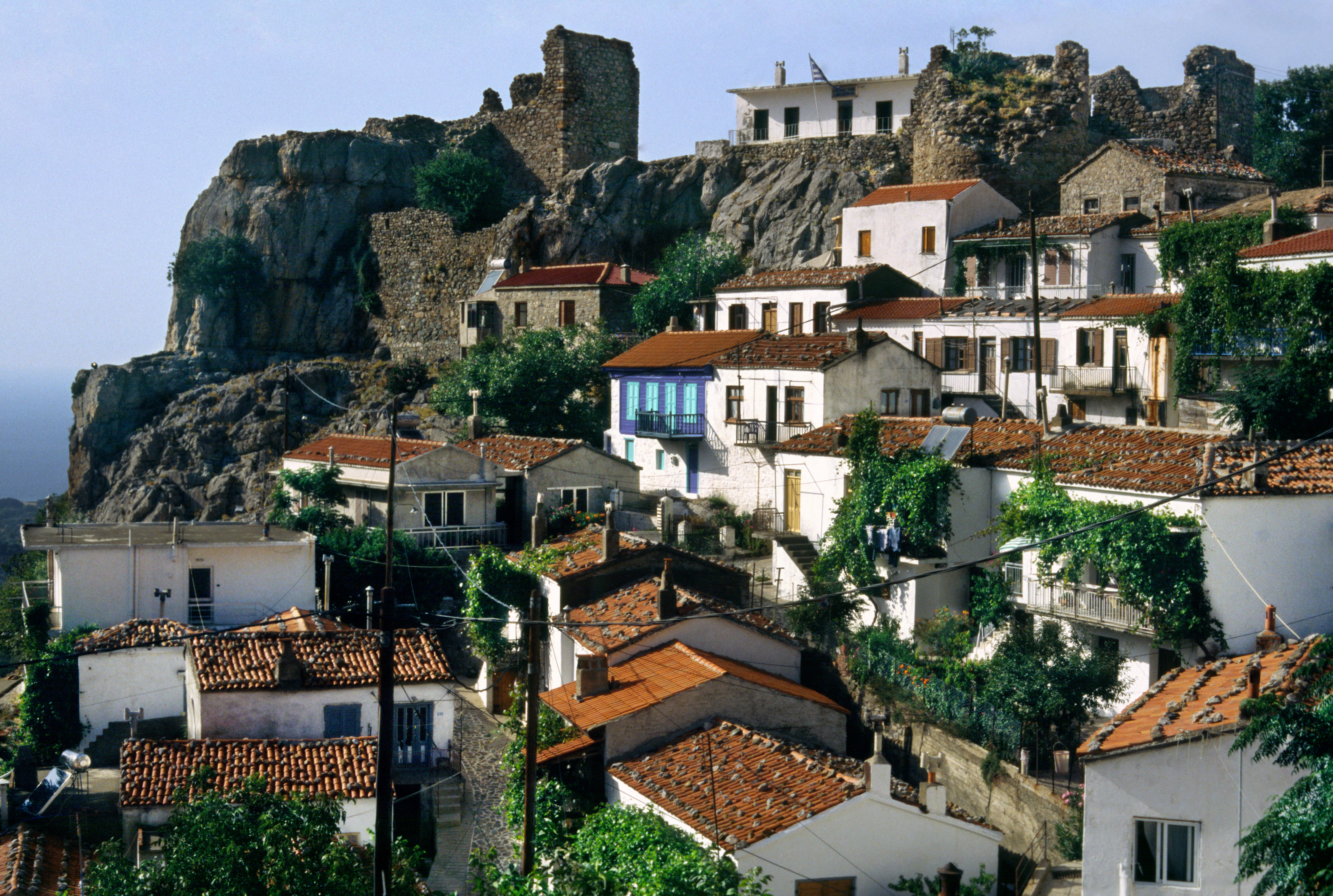
Chora
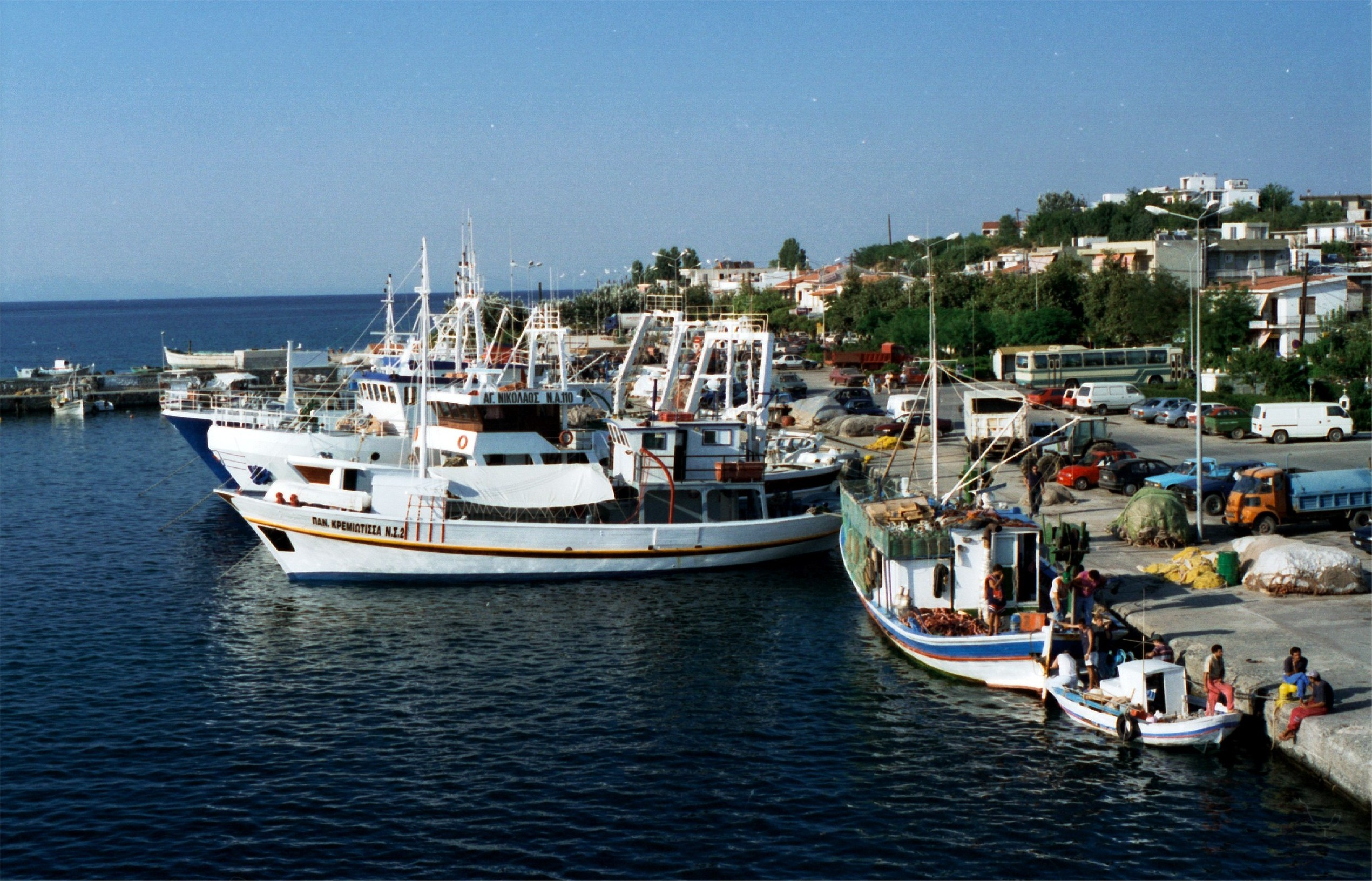
Rybářské lodě v ostrovním přístavu
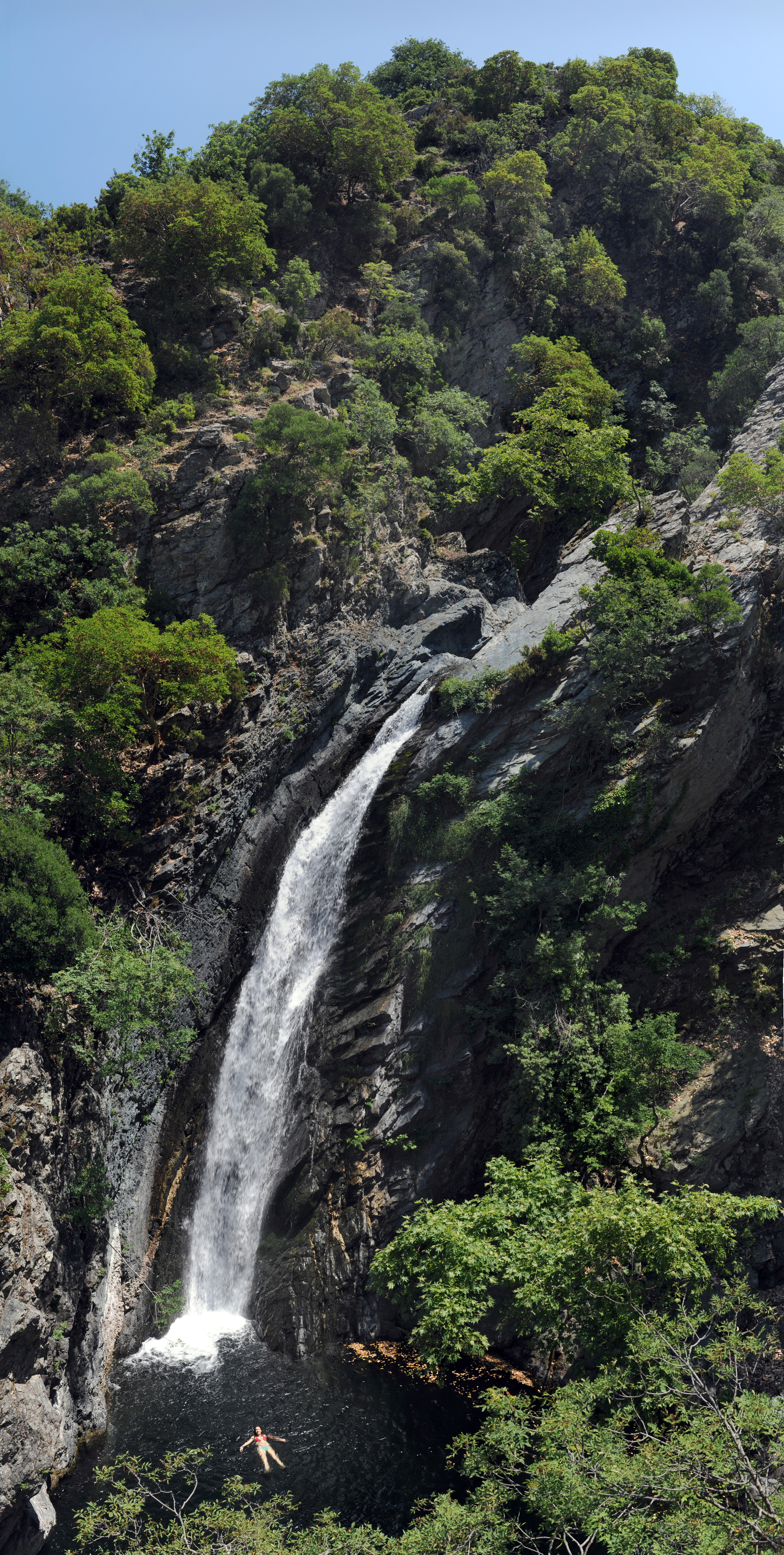
Vodopády Fonias
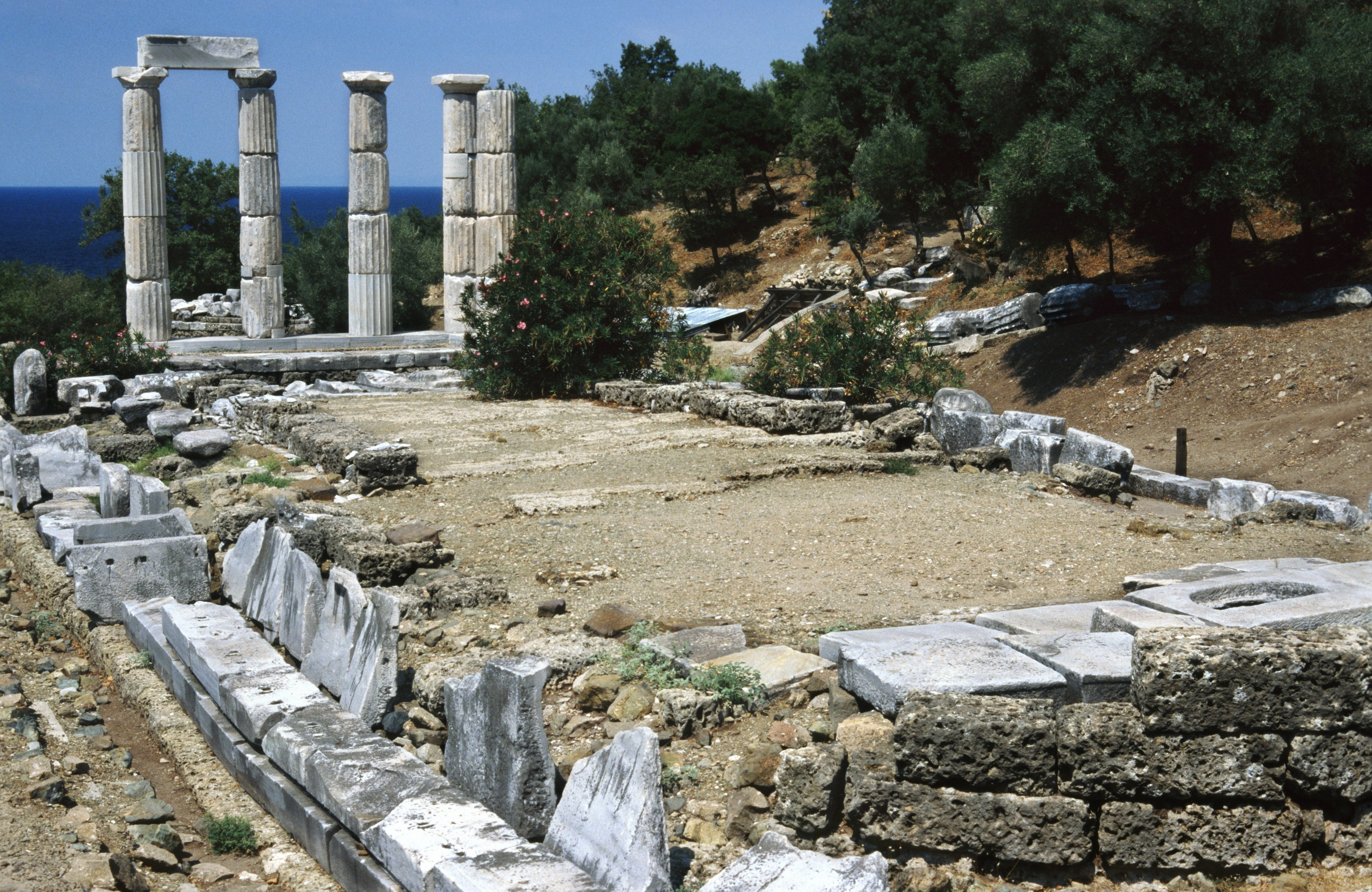
Antická svatyně Palaiopolis